# Александровський повіт
Александровський повіт (пол. Powiat aleksandrowski) — один з 19 земських повітів Куявсько-Поморського воєводства Польщі.
Утворений 1 січня 1999 року в результаті адміністративної реформи.

## Загальні дані
Повіт знаходиться у південно-центральній частині воєводства.
Адміністративний центр — місто Александрув-Куявський.
Станом на 1.01.2008 населення становить 55 367 осіб, площа 474,63 км².

## Демографія
Демографічні дані повіту станом на 30.06.2005:
|       | Всього | Всього | Жінки | Жінки | Чоловіки | Чоловіки |
| ----- | ------ | ------ | ----- | ----- | -------- | -------- |
|       | осіб   | %      | осіб  | %     | осіб     | %        |
| Повіт | 55197  | 100    | 28486 |       | 26711    |          |
| Міста | 25256  | 100    | 13529 |       | 11727    |          |
| Села  | 29941  | 100    | 14957 |       | 14984    |          |